# Aleja gen. Władysława Andersa w Krakowie
Aleja Generała Władysława Andersa – aleja w Krakowie, przebiegająca przez dzielnicę XVI Bieńczyce i dzielnicę XVIII Nowa Huta. Jest częścią drogi krajowej nr 79.

## Przebieg
Aleja rozpoczyna bieg na skrzyżowaniu z al. gen. Bora-Komorowskiego i ul. gen. Okulickiego, gdzie staje się przedłużeniem tej pierwszej. Na początkowym odcinku – do skrzyżowania z ul. Dunikowskiego stanowi granicę między dzielnicami Bieńczyce i Czyżyny. Od wspomnianego skrzyżowania do Ronda Kocmyrzowskiego jest położona w całości w dzielnicy Bieńczyce. Na ostatnim odcinku, od Ronda Kocmyrzowskiego do Placu Centralnego jest położona w całości w dzielnicy Nowa Huta. Aleja przebiega obok licznych osiedli mieszkaniowych. Licząc od skrzyżowania z al. gen. Bora-Komorowskiego, po lewej stronie alei znajdują się osiedla: Strusia, Na Lotnisku, Kazimierzowskie, Przy Arce, Teatralne, Zgody oraz Centrum C. Z kolei po prawej stronie znajdują się osiedla: Dywizjonu 303, Kościuszkowskie, Albertyńskie, Niepodległości, Spółdzielcze, Handlowe oraz Centrum D.

## Historia
Droga w miejscu obecnej Alei gen. Andersa powstała w 30. latach XX wieku jako polna droga łącząca wieś Mogiła z Krakowem. W swojej obecnej formie utworzyła się w latach 50. i 60. XX wieku, podczas budowy Nowej Huty i rozbudowy Krakowa w tym kierunku w formie znajdujących się przy alei osiedli. Omawiana droga od momentu powstania istniała jako Aleja Rewolucji Październikowej. Odcinek między Rondem Kocmyrzowskim a obecnym Rondem gen. Maczka w pierwszych latach istnienia w obecnej formie, w latach 60. XX wieku, nazywał się ulica Zachodnia. W późniejszym czasie fragment ten, podobnie jak ostatni wytyczony odcinek łączący współczesne Rondo gen. Maczka z ulicą Okulickiego nazwany został również aleją Rewolucji Październikowej. Obecną nazwę nadaną ku czci generała Władysława Andersa uzyskała po zmianach ustrojowych w 1991 roku. W roku 1997 nastąpiła przebudowa torowiska tramwajowego, biegnącego w ciągu ulicy na odcinku od Ronda Kocmyrzowskiego do Domu Handlowego „Wanda”, z kolei w 2000 roku przebudowano odcinek torowiska od Placu Centralnego do Ronda Kocmyrzowskiego.

## Współczesność i komunikacja
Aleja gen. Andersa jest na całej swojej długości dwujezdniową, czteropasmową (po dwa pasy w każdym kierunku) arterią z pasem zieleni pośrodku.  Od placu Centralnego do ronda gen. S. Maczka położone jest pomiędzy pasami drogi, torowisko tramwajowe. Wzdłuż alei, po obu jej stronach znajdują się również szerokie chodniki i drogi rowerowe.
Okolice alei są dobrze skomunikowane z większością rejonów Krakowa. Kursuje nią na różnych odcinkach w sumie 14 linii autobusowych i tramwajowych  krakowskiej Komunikacji Miejskiej.

## Otoczenie
- Dom Handlowy „Wanda”
- Plac Targowy „Tomex”
- Dawne Kino Świt
- Dawna nowohucka Dzielnicowa Rada Narodowa

## Galeria

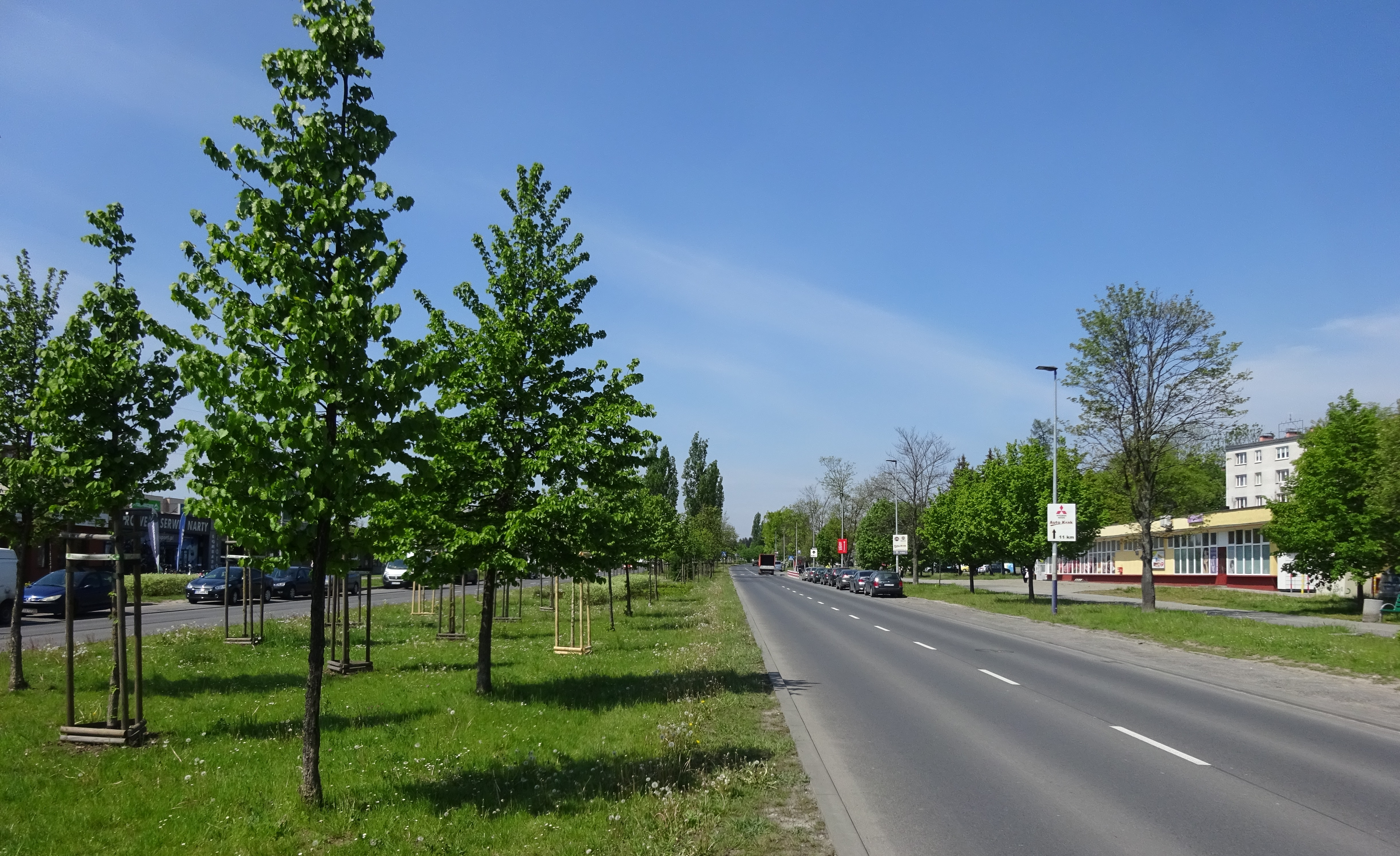
Odcinek alei pomiędzy osiedlami Strusia i Dywizjonu 303, widok w kierunku zachodnim
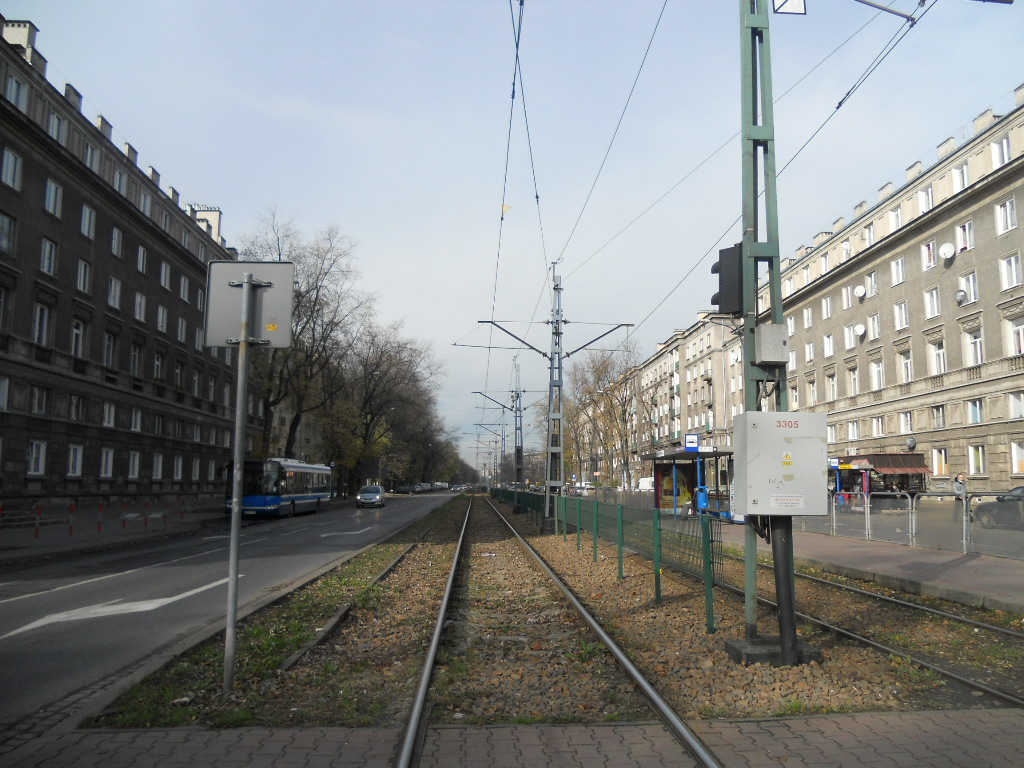
Widok alei od Placu Centralnego w kierunku północno-zachodnim
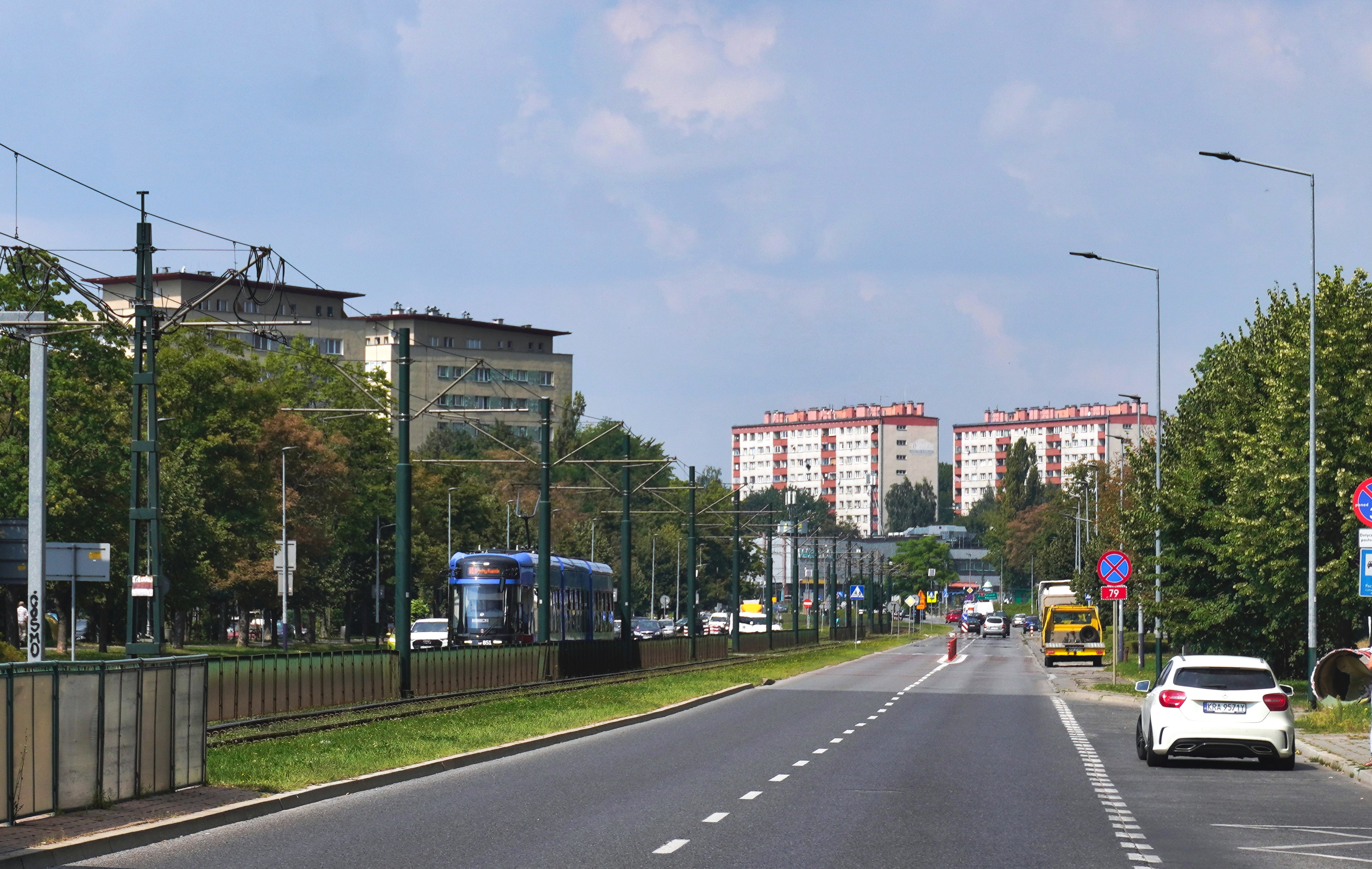
Widok od Ronda Kocmyrzowskiego na północny zachód
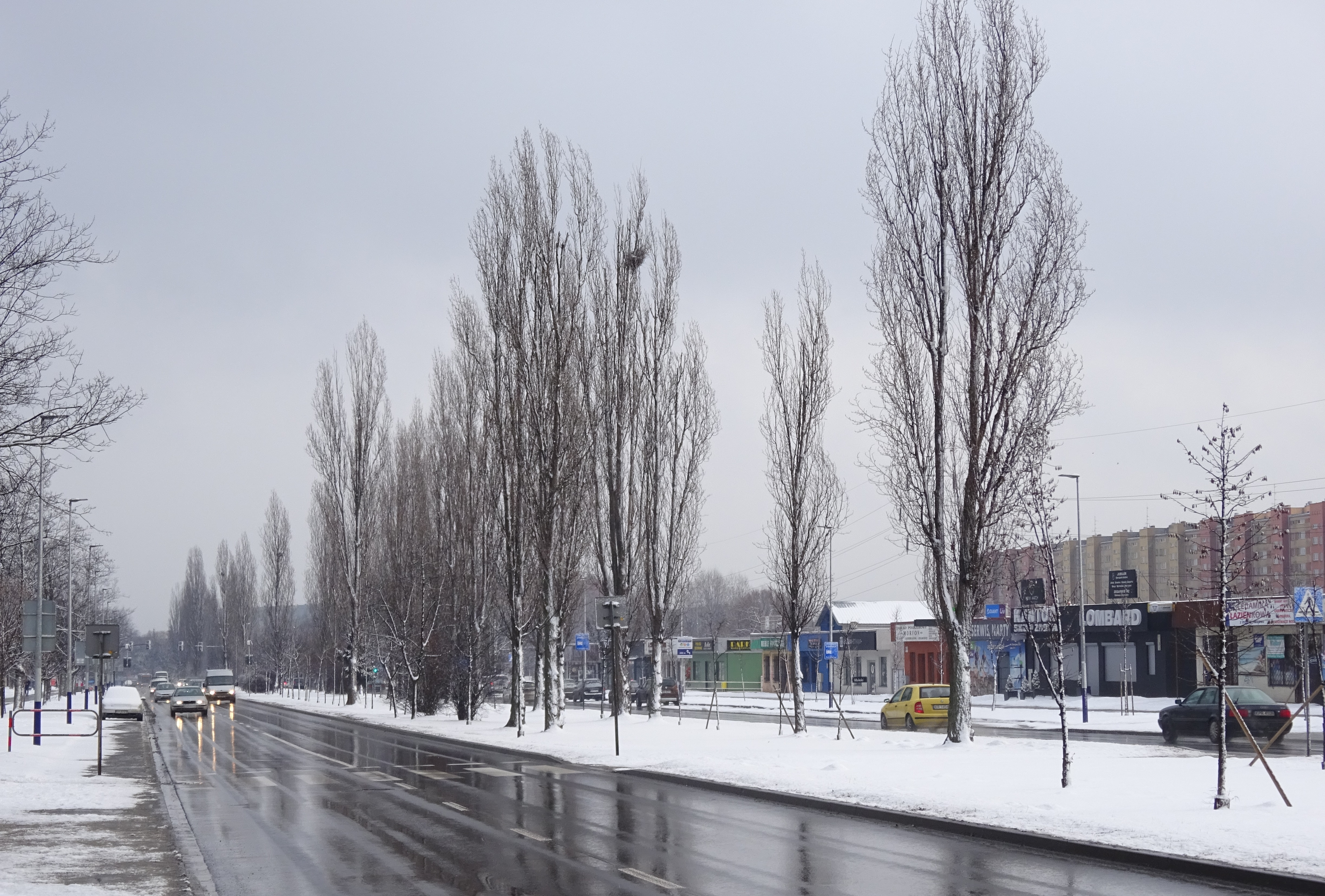
Widok alei na wysokości Os. Strusia w kierunku wschodnim, w zimowej scenerii
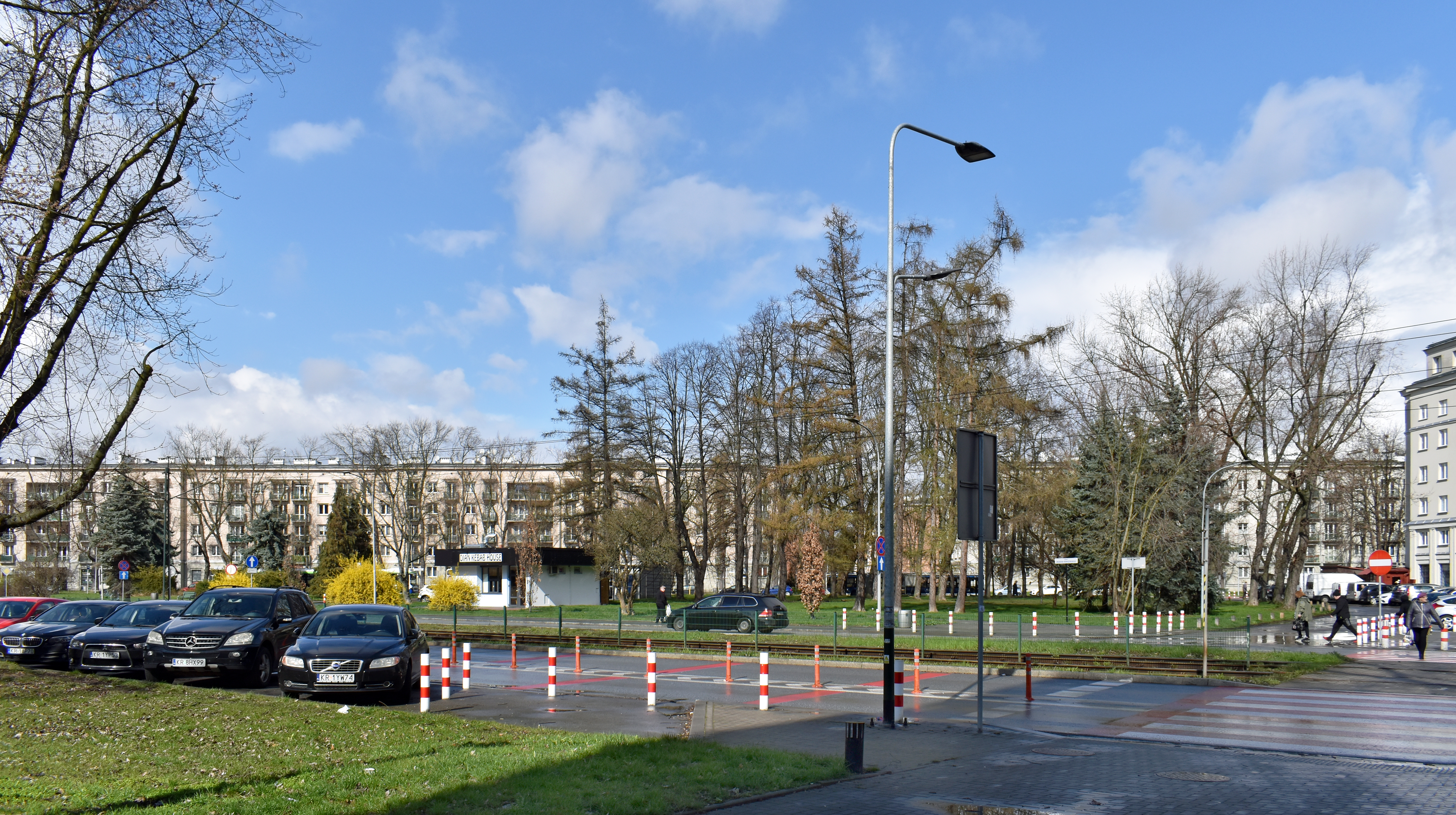
Skwery: Jacka Kuronia i Zbigniewa Romaszewskiego